# Немачка странка (Краљевина СХС)
Немачка странка, још позната и као Странка Немаца или Странка Немаца у Краљевини Срба, Хрвата и Словенаца била је политичка странка немачке мањине у Краљевини Срба Хрвата и Словенаца од 1922. до 1929. године. Имала је заступника у Народној скупштини Краљевине СХС од 1923. до 1927. године, када је забрањена увођењем Шестојануарске диктатуре.
Председник странке био је Лудвиг Кремлинг (1861—1930), који се у периоду од 1907. до 1918. године налазио на положају председника Угарске немачке народне странке. Секретар странке био је Стефан Крафт (1884—1959).